# Лубенский, Феликс
Феликс Франтишек Флориан Владислав Юзеф Богумил Лубенский (пол. Feliks Łubieński; 22 ноября 1758, Минога — 2 февраля 1848, Гузув) — польский политический деятель, юрист, староста накельский, ротмистр войск коронных (1789—1792), член Ассамблеи Друзей Правительственной Конституции, министр юстиции в Великом герцогстве Варшавском (1807—1813), член Королевского Общества Друзей Науки в Варшаве в 1829 году.
Прусский камергер (1796) и граф (1798), подтвержден в качестве графа в Царстве Польском в 1820 году.

## Молодость
Представитель польского шляхетского рода Лубенских герба «Помян». Род Лубенских происходил из Лубны (в настоящее время — Лубна-Ярослай) под Серадзем. Единственный сын Целестина Лубенского (ок. 1705—1760), камергера королевского двора, и Паулы Шембек (1737—1798). Отец Феликса умер в 1760 году, а мать, через год после смерти мужа, во второй раз вышла замуж за магната Яна Проспера Потоцкого (ок. 1730—1761), староста гузувского. После смерти последнего в 1761 году Паула в третий раз вышла замуж за князя-магната Анджея Игнацы Огинского (1740—1787), старосту троцкого. У Феликса были два сводных брата, Прот Потоцкий (1761—1801) и Михал Огинский (1765—1833). Позднее после смерти своего отчима Феликс Лубенский унаследовал его владения в Гузуве. С пяти лет Феликс воспитывался в доме своей бабки Ядвиги Шембек в Миноге. Затем опеку над ним взял его другой родственник, примас Польши Владислав Александр Лубенский (1707—1767). С 1767 года Феликс Лубенский учился в Collegium Nobilium в Варшаве, затем изучал право в Сиене и Риме. Позднее Феликс кратко работал в канцелярии канцлера великого литовского, князя Михала Фредерика Чарторыйского. После свадьбы с Теодорой Рогалинской в 1775 году он поселился в своих имениях под Серадзем — Калинове и Щитниках. Их брак оказался бездетным, супруги развелись в 1778 году.

## Деятель

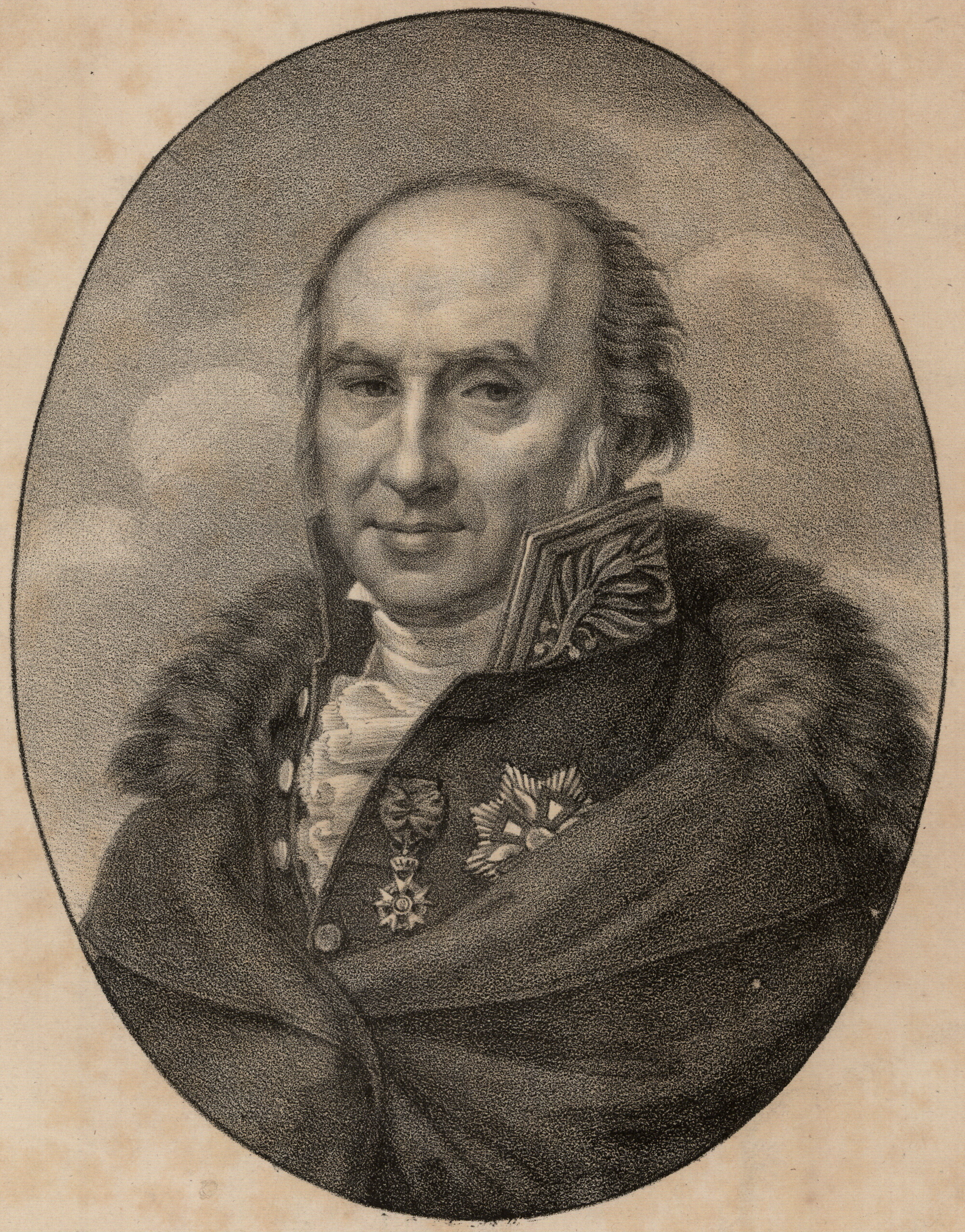
Феликс Лубенский, литография Юзефа Зоннтага

В 1788 году Феликс Лубенский был избран депутатом от Серадзского воеводства на Четырехлетний сейм. В том же 1788 году он стал членом депутации иностранных интересов на Четырехлетнем сейме. Он был членом патриотической партии из редакторов акта сеймовой конфедерации. Наблюдал за принятием Конституции 3 мая в феврале 1792 года на сеймике в Серадзе. Организовал также съезд шляхты в Серадзе, который выступил в поддержку Конституции 3 мая. Фигурировал в списке депутатов и сенаторов российского посла Якова Булгакова в 1792 году, в котором содержался список лиц, на которые российское правительство могло рассчитывать при ликвидации Конституции 3 мая.
Сообщение о присоединении короля Станислава Августа Понятовского к Тарговицкой конфедерации Феликс Лубенский принял «с уважением», написав, однако, королю, «меня смущает что это произошло». Во время Русско-польской войны 1792 года Феликс был комиссаром Сейма при Тадеуше Костюшко. После поражения Польши в войне он обратился к прусскому правительству с просьбой об освобождении польских пленников. После Второго Раздела Речи Посполитой (1793), его поместья — Калинова и Щитники оказались в составе Прусского королевства. В 1793 году в Щитниках Феликс Лубенский принимал в окружении около ста представителей местной шляхты короля Пруссии Фридриха-Вильгельма II, который совершил поездку по недавно присоединенным польским территориям. Феликс Лубенский был одновременно членом тайной коалиции, готовившей восстание Костюшко, и участником самого восстания. После Третьего Раздела Речи Посполитой в 1795 году поместья Ф. Лубенского оказались в составе Пруссии. Из-за своих огромных размеров (6000 гектаров) Гузув был конфискован прусским королем и передан одному из его верных министров, Карлу Георгу фон Хойму. Фон Хойм намеревался продать Гузув Михалу Огинскому, его последнему владельцу. Феликс Любинский вмешался в этот момент и, при поддержке короля Пруссии, организовал обмен с Карлом Георгом фон Хоймом. Он передал свои имения Калиновку и Щитники фон Хойму, а последний взамен передал ему Гузув. Таким образом, он получил контроль над бывшей собственностью своей матери и стал старостой гузувским. В 1823 году Феликс Лубенский окончательно поселился в Гузуве. В 1798 году король Фридрих Вильгельм III пожаловал ему прусский наследственный титул графа.
В 1807 году после создания Великого герцогства Варшавского Феликс Лубенский в качестве сторонника Наполеона, был выдвинул в руководящую комиссию в качестве директора департамента юстиции и вероисповеданий. Подготовил введение в Кодекса Наполеона в Великом герцогстве Варшавском. С 5 октября 1807 года по май 1813 года Феликс Лубенский занимал пост министра юстиции, проявляя на этом посту, как большие организационные навыки, а также устремление к расширению компетенции своего ведомства. Он ввел гражданский брак и развод. В 1808 году он профинансировал за свой счет создание юридической школы в Варшаве на базе курсов для придворных чиновников, начатых в 1807 году. В 1811 году его институт стал школой права и управления. Главным образом по практическим соображениям, связанным с управлением поместьями, Феликс Лубенский выступал против отмены крепостного права в Польше и был одним из инициаторов декабрьского декрета.
В 1812 году в качестве члена королевского хозяйственно-сельскохозяйственного общества присоединился к Генеральной конфедерации Польского Королевства.
Его не особенно любили современники: он считался одновременно угодливым и суровым в своей официальной роли ханжой и фанатиком. Однако эта точка зрения оспаривается современным юристом и летописцем Каэтаном Козьмяном, отцом братьев Козьминых. Его дневники были опубликованы посмертно в 1876 году.

## Личная жизнь

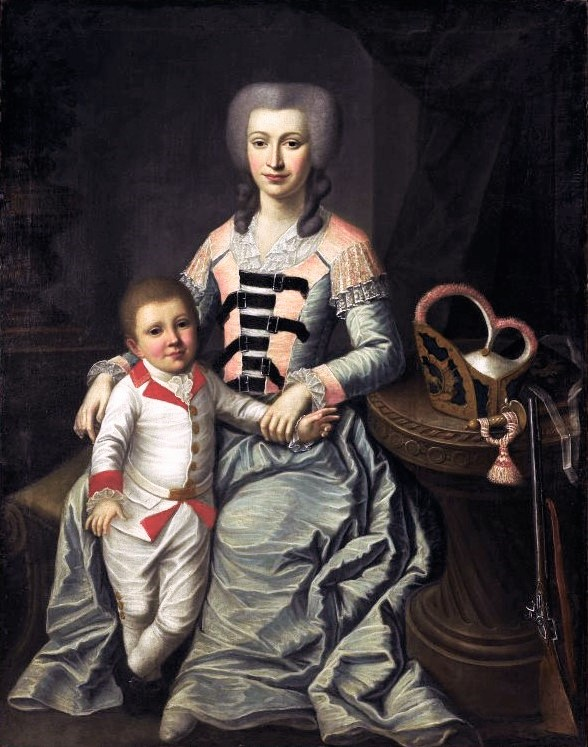
Текла Тереза Лубенская и их старший сын, Франтишек Ксаверий

Его первой супругой была с 1776 года графиня Теодора Рогалинская (1756—1798), дочь графа Каспера Рогалинского (1725—1788), воеводы инфлянтского (1778—1788), и Анны Лос-Голинской (1730—1779). Их брак окончился разводом в 1778 году.
В 1782 году во второй раз женился на Текле Терезе Катарины Белинской (1762—1810), старшей дочери Франтишека Онуфрия Белинского (1742—1809) и княжны Кристины-Юстины Сангушко-Ковельской (1741—1778). Текла Белинская-Лубенская была известной детской писательнице, драматургом и переводчицей. В приданое она привезла ему великолепный дворец в центре Варшавы и анклав Белино. У них было десять детей:
- Граф Франтишек Ксаверий Лубенский (5 января 1784 — 7 июня 1826), капитан
- Граф Томаш Анджей Адам Лубенский (29 декабря 1784 — 27 августа 1870), бригадный генерал
- Граф Пётр Лубенский (31 января 1786 — 17 октября 1867), бригадный генерал
- Граф Ян Лубенский (27 декабря 1786 — 20 июня 1878)
- Графиня Мария Лубенская (26 декабря 1788 — 12 апреля 1865), муж с 1806 года Макисимилан Скаржинский (1786—1813)
- Графиня Паулина Целестина Марианна Лубенская (10 января 1790 — 10 января 1883), муж с 1809 года Юзеф Игнацы Войцех Дзержикрай-Моравский (1782—1853)
- Граф Ян Генрик Непомуцен Лубенский (11 июля 1793 — 17 сентября 1883), польский аристократ, помещик, финансист, юрист и промышленник.
- Граф Тадеуш Лубенский (19 октября 1794 — 4 мая 1861), епископ куявский
- Граф Юзеф Лубенский (16 октября 1797 — 31 октября 1885)
- Графиня Роза Тереза Лубенская (10 сентября 1798 — 10 декабря 1880), муж с 1823 года Людвиг Анджей Матеуш Собанский (1791—1837).

Младший сын Феликса, Юзеф, получил после брака поместье Пудлишки, в котором он создал сахарный завод, предшественник плодоовощного комбината, работающего и по сей день. Феликс Лубенский скончался в Гузуве в 1848 году. Похоронили его на кладбище в Вискитках.

## Награды
- Польский орден Святого Станислава (1778)[13]
- Польский орден Белого орла (1791)
- Прусский орден Красного орла (1805)[4]
- Французский орден Почетного Легиона, офицер[14].